# Dubîna, Cernivți
Dubîna (în ucraineană Дубина) este un sat în comuna Șenderivka din raionul Cernivți, regiunea Vinnița, Ucraina.

## Demografie
Componența lingvistică a localității Dubîna
     Ucraineană (98,15%)
     Rusă (1,23%)
     Alte limbi (0,62%)
Conform recensământului din 2001, majoritatea populației localității Dubîna era vorbitoare de ucraineană (98,15%), existând în minoritate și vorbitori de rusă (1,23%).